# Las Lajas (kommun), Honduras
Las Lajas är en kommun i Honduras.   Den ligger i departementet Departamento de Comayagua, i den västra delen av landet, 100 km norr om huvudstaden Tegucigalpa. Antalet invånare är 8 540. Arean är 98 kvadratkilometer.
Terrängen i Las Lajas är huvudsakligen kuperad, men söderut är den bergig.